# Saints and Soldiers – Die wahren Helden der Ardennenschlacht
Saints and Soldiers – Die wahren Helden der Ardennenschlacht ist ein US-amerikanisches Kriegsfilm-Drama aus dem Jahr 2003. Als Fortsetzungen wurden Saints and Soldiers II: Airborne Creed (2012) und Saints and Soldiers 3: Battle of the Tanks (2014) veröffentlicht.

## Inhalt
Winter 1944: die alliierten Truppen haben die Deutschen in der Ardennenschlacht empfindlich geschlagen. Im belgischen Malmedy entdecken sie 70 Leichen von amerikanischen Soldaten, die von den deutschen Truppen gefangen und erschossen worden waren. 
Rückblende: Drei Wochen vorher werden Angehörige der 101st und 285th Division von deutschen Soldaten gefangen genommen. Während der Sanitäter Steven Gould versucht, einen schwer verletzten Soldaten zu versorgen, unternimmt ein Soldat einen Fluchtversuch. Er wird dabei erschossen und löst dadurch Chaos unter den Gefangenen aus. Daraufhin eröffnen die deutschen Soldaten das Feuer und erschießen alle Gefangenen. Später wird dies als das „Malmedy-Massaker“ bekannt. Nur Gould, der zunächst für tot gehalten wird, und Corporal Nathan Greer entkommen unverletzt. Greer entwaffnet auf der Flucht einen deutschen Soldaten, erschießt ihn aber nicht, obwohl Gould dies verlangt.
Zu Gould und Greer gesellen sich zwei weitere Überlebende: Shirl Kendrick, ebenfalls in Goulds Division, und Greers bester Freund Sergeant Gunderson. Gunderson schlägt vor, sich so lange in einem verlassenen Gebäude zu verstecken, bis die Alliierten das Gelände wieder übernehmen. Als deutsche Soldaten vorbeikommen, verstecken sich die vier im Keller. Währenddessen kann Greer bruchstückhaft eine abgefangene deutsche Nachricht übersetzen, die von einem abgestürzten feindlichen Flugzeug handelt. Nachdem die Soldaten weg sind, finden die Amerikaner den britischen Piloten Oberon Winley. Dieser berichtet, dass er wichtige Spionagefotos gemacht hat, die unbedingt den alliierten Streitkräften zur Verfügung gestellt werden müssen. Die Gruppe entscheidet, sich zur Frontlinie durchzuschlagen, die 30 Kilometer entfernt ist. Plötzlich hat Greer eine Halluzination und bricht zusammen. Gould berichtet, dass Greer bei einer früheren Mission ein Gebäude gestürmt und dabei versehentlich zwei Frauen und sechs Kinder erschossen hat. Später fängt Gould an, ihm vorzuwerfen, dass er bei der Flucht den deutschen Soldaten nicht erschossen hat. Außerdem beschwert er sich über seine Religiosität. Greer bietet ihm daraufhin sein Buch Mormon an, was Gould ablehnt. Greer wundert sich und sagt, dass Gould für jemand, der nicht religiös ist, viele Fragen stellt.
Kurz danach verletzt sich Kendrick, als er durch das Dach eines alten Hauses fällt. Auf der Suche nach Hilfe dringt Gunderson in ein Haus ein und findet eine Frau mit ihrer Tochter, Catherine und Sophie Theary. Da ein Schneesturm herannaht, geht Gunderson davon aus, dass die deutschen Soldaten nicht weiter vorrücken. Er schlägt deshalb vor, die Nacht im Haus zu bleiben. Winley will jedoch unbedingt die Fotos zu den Alliierten bringen und verlässt während des Sturms das Haus. Catherine versorgt die Soldaten mit Essen. Währenddessen kommen zwei deutsche Soldaten, mit denen Catherine spricht. Während ein Soldat das Haus überprüft, versucht der andere, Catherine zu vergewaltigen. Als sie anfängt zu schreien, rettet Greer sie und tötet den Soldaten. Der andere Soldat flüchtet in einen nahe gelegenen Wald. Winley kommt zurück, der den geflüchteten Soldaten gefangen genommen hat. Greer erkennt in dem Gefangenen Rudolph, einen Gläubigen aus seiner Kirche, den er selbst bekehrt hatte, als er in Berlin predigen war. Greer wird klar, warum er, obwohl er ein sehr guter Schütze ist, Rudolph nicht treffen konnte.
Am Morgen lässt Greer Rudolph frei, nachdem der ihm erzählt hat, wo die deutschen Linien sind und wie man sie durchqueren kann. Mit versteckten Waffen ziehen die vier los, treffen jedoch bald auf eine kleine Gruppe deutscher Soldaten. Gunderson wird von einem Scharfschützen erschossen, den Greer danach erschießt. Es folgt ein Feuergefecht, bei dem Winley im Bein getroffen wird und die Gruppe sich aufteilt. Kendrick trägt Winley auf dem Rücken, wird in den Bauch getroffen und stirbt. Winley erschießt daraufhin den deutschen Schützen und robbt zu einem Fluss, wo ihn Greer und Gould wiederfinden und ihn versorgen. Anschließend werden sie von Rudolph gefunden, der ihnen sagt, dass in der Nähe ein Jeep steht, mit dem sie durch die feindlichen Linien fahren könnten. Danach verlässt Rudolph sie und geht den suchenden deutschen Soldaten entgegen. Die drei verbliebenen Soldaten, jetzt als Deutsche verkleidet, steigen in den Jeep und fahren in Richtung deutsche Frontlinie. Dabei werden sie von Soldaten angehalten. Greer spricht fließend Deutsch, sodass sie passieren dürfen. Als die Wachen jedoch sehen, dass sie in Richtung der amerikanischen Linie fahren, eröffnen sie das Feuer. Der Jeep wird von einer Mörsergranate getroffen und fällt auf die Seite. Greer gibt Gould und Winley Feuerschutz und wird selbst von einer Kugel getroffen. Bevor er stirbt, hat er eine letzte Vision der von ihm getöteten Frauen und Kinder. Gould und Winley schaffen es durch die feindlichen Linien und können die wichtigen Informationen ans Hauptquartier weiterleiten. Winley wird dann im Lazarett versorgt.
Als Gould sieht. wie Greers Körper abtransportiert wird, zieht er aus seiner Kleidung das Buch „Mormon“. Er legt ein Bild von Greers Frau in seine Hände und behält das Buch. Danach schaut er zum Himmel und sieht einen Mustang-Bomber, wodurch klar ist, dass das Wetter sich gebessert hat und sich jetzt das Blatt zugunsten der Alliierten wenden wird. Gould begegnet dem gefangengenommenen Rudolph, sie nicken sich freundlich zu. Dann hilft er einem verletzten deutschen Soldaten. Es ist der Soldat, den Greer nach dem Massaker verschont hatte.

## Kritik
Auf der US-amerikanischen Filmkritikwebsite Rotten Tomatoes sind 66 % der Kritiken positiv bei insgesamt 35 Kritiken. Das Fazit lautet: „Obwohl der Film stark die Genremerkmale des Kriegsfilms bedient, bietet er überzeugende Darstellungen und eine fesselnde Handlung.“ (While it draws heavily on war movie conventions, Saints and Soldiers has strong performances and a compelling central plot.) Der US-amerikanische Filmkritiker Roger Ebert urteilte, der Film hätte die „Stärke und die klaren Linien eines traditionellen Kriegsfilms, jedoch ohne die üblichen High-Tech-Spezialeffekte, um den Geräuschepegel zu steigern“ und gab dem Film 3 von 4 Sternen. Das Lexikon des internationalen Films erwähnte die „eher zurückhaltenden Bilder“ einer „kampfbetonten Geschichte“. Der Film feiere „eher allgemein menschliche Werte und den Sieg der Hoffnung“.

## Auszeichnung
- 2003: Grand Prize auf dem Heartland Filmfestival